# Synagoge (Culemborg)

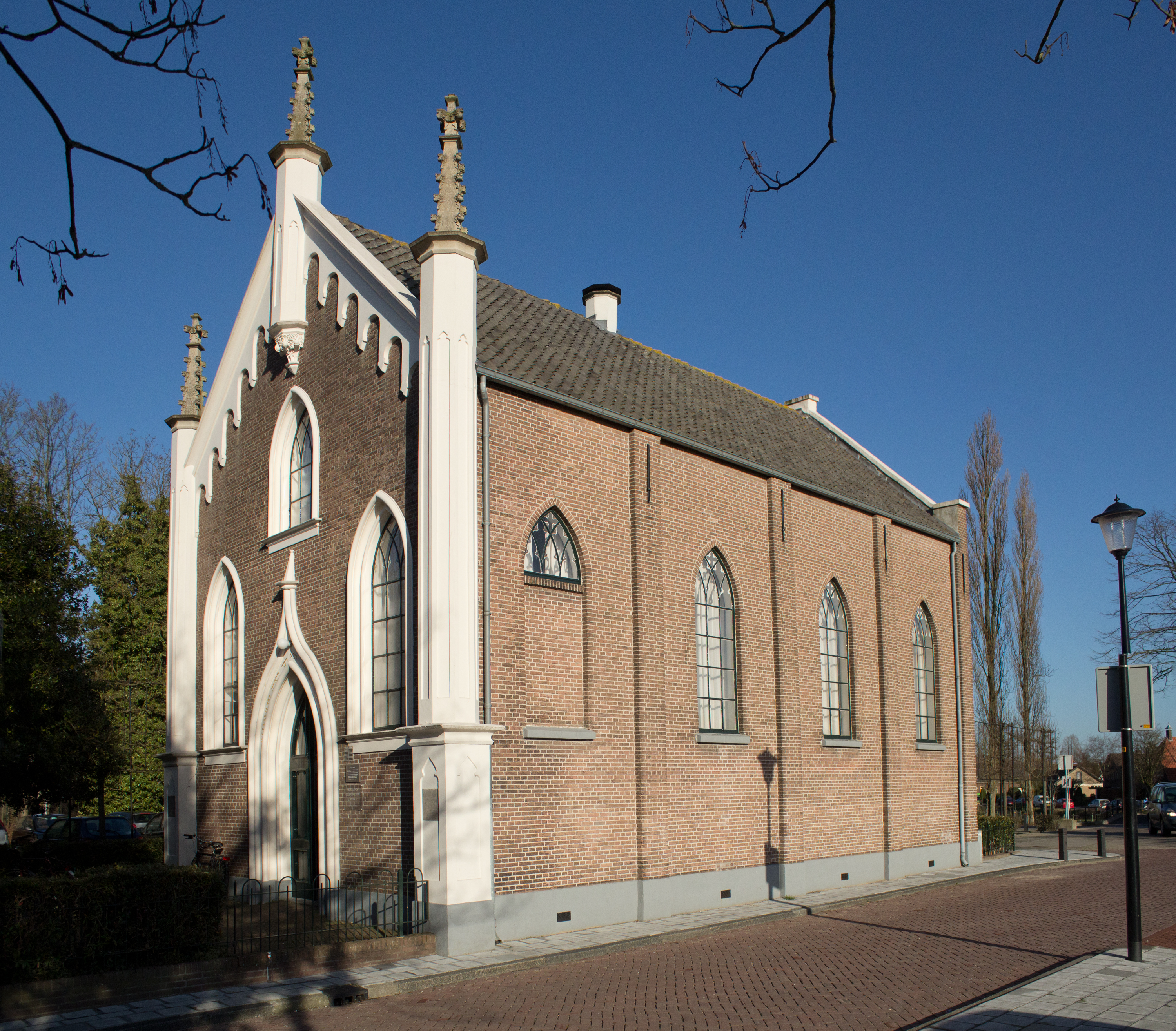
Ehemalige Synagoge in Culemborg (2015)

Die Synagoge in Culemborg, einer Stadt in der niederländischen Provinz Gelderland, wurde 1868 eingeweiht. Die profanierte Synagoge an der Jodenkerkstraat 5 ist als Rijksmonument ein geschütztes Kulturdenkmal.
Juden sind in Culemborg 1665 erstmals belegt. Die Jüdische Gemeinde Culemborg hatte im Jahr 1869 mit 230 Mitgliedern ihren Höchststand erreicht.
Die jüdischen Bürger von Culemborg wurden während des Zweiten Weltkriegs von den deutschen Besatzern verfolgt und viele wurden in den Konzentrationslagern ermordet. Die Synagoge wurde in dieser Zeit als Stall zweckentfremdet.
Im Jahr 1947 wurde die jüdische Gemeinde Culemborg offiziell aufgelöst und die jüdischen Einwohner, die nach 1945 hierher zurückkamen, wurden der jüdischen Gemeinde in Utrecht zugeteilt.
Das Synagogengebäude wurde 1949 verkauft und ist seit 1950 das örtliche Gotteshaus der Reformierten Kirche der Niederlande, die 2004 Teil der Protestantischen Kirche in den Niederlanden wurde. 1982 erfolgte eine Grundsanierung.